# Helochara forceps
Helochara forceps är en insektsart som beskrevs av Hamilton 1986. Helochara forceps ingår i släktet Helochara och familjen dvärgstritar. Inga underarter finns listade i Catalogue of Life.